# Blondie Chaplin
Terence William "Blondie" Chaplin (Durban, Zuid-Afrika, 7 juli 1951) is een Zuid-Afrikaans muzikant die vooral bekend is geworden als lid van The Beach Boys. 

## Carrière
Na eerder in een aantal bands te hebben gespeeld, sloot Chaplin zich omstreeks 1967 aan bij The Flames. Hoewel deze band erg succesvol was, werden de mogelijkheden om op te treden bemoeilijkt door de Apartheid, reden om Zuid-Afrika te verruilen voor Londen. Daar werd de band ontdekt door Beach Boy Carl Wilson. De band zou in 1970 onder de naam The Flame een album opnemen voor Brother Records, het platenlabel van The Beach Boys. In 1971 sloten Chaplin en Flame-drummer Rickie Fataar zich aan bij deze band. Chaplin zou tot 1973 als zanger en gitarist deel uitmaken van The Beach Boys. Voor het album Carl and the Passions - So though schreef hij samen met Fataar de nummers Here she comes en Hold on dear brother. Op beide nummers is hij te horen als leadzanger. Voor de opvolger Holland uit 1973 schreef hij samen met Fataar het nummer Leaving this town waarop hij tevens de leadzang voor zijn rekening nam. Ook Sail on, sailor en Funky pretty van hetzelfde album werden door hem gezongen. Na een aanvaring met manager Steve Love verlieten Chaplin en Fataar de Beach Boys. Chaplin werd hierna een veelgevraagd sessiemuzikant en bracht in 1977 zijn eerste solo-album uit.
Via Rick Danko, aan wiens solo-album hij in 1977 bijdragen leverde, leerde Chaplin andere leden van The Band kennen. Eind 1986 toerde Chaplin samen met hen, wederom als zanger (als vervanger van de overleden Richard Manuel) en gitarist. Sinds de Bridges to Babylon Tour speelt hij als "niet-officieel lid" mee met de Rolling Stones. Ron Wood noemt de Zuid-Afrikaan zelfs het geheime wapen van de Stones.
De stem van Chaplin komt echter beter tot uiting op zijn eigen albums, waarvan Between Us uit 2006 het laatste is. "Blondie Chaplin is the best-kept secret in America ... and once you find the secret, you want everybody to hear it." zei Nicholas Tremulis eens.
Sinds 2016 tourt Chaplin mee met Brian Wilson, van The Beach Boys aan de "50th anniversary Pet Sounds"

## Projecten
Hieronder staan verschillende projecten waar Chaplin aan gewerkt heeft:
- The Flames - Burning Soul (1967)
- The Flames - Soulfire (1968)
- Flame - Flame (1970)
- The Beach Boys - Carl and the Passions : So Tough (1972)
- Rare Bird - Somebody's Watching (contains Chaplin-Fataar track - 1973)
- The Beach Boys - Beach Boys in Concert (1973)
- The Beach Boys - Holland (1973)
- Barry Mann - Survivor (1975)
- Blondie Chaplin - Blondie Chaplin (1977)
- Rick Danko - Rick Danko (1977)
- Jennifer Warnes - Shot Through the Heart (1979)
- Renee Geyer - So Lucky (1981)
- Renee Geyer - Renee Geyer (1982)
- David Johansen - Here Comes the Night (1982)
- Freida Parton - Two Faced (1984)
- Renee Geyer - Sing To Me (features Chaplin-Ohara track "All My Love" - 1985)
- Paul Butterfield - The Legendary Paul Butterfield Rides Again (1986)
- Bonnie Raitt - Nine Lives (1986)
- Ray Ohara - Picaresque (1988)
- Elliot Murphy - Change Will Come (1988)
- Phoebe Snow - Something Real (1989)
- Phoebe Snow - If I Can Just Get Through the Night (1989)
- Mick Taylor - Stranger in this Town (1990)
- Bonnie Raitt - Bonnie Raitt Collection (1990)
- Skollie - Ostrich Man (1992)
- Elliot Murphy - Paris New York (1992)
- Jennifer Warnes - Hunter (1992)
- The Beach Boys - Good Vibrations: Thirty Years of The Beach Boys (1993)
- Paul Shaffer - The World's Most Dangerous Party (1993)
- Anton Fig - In the Groove (video - 1994)
- David Johansen - From Pumps to Pompadour: The David Johansen Story (1995)
- The Band - High on the Hog (1996)
- Wingless Angels - Wingless Angels (1997)
- The Rolling Stones - Bridges to Babylon (1997)
- The Rolling Stones - No Security (1998)
- The Beach Boys - Dutch Singles Collection (1998)
- Various Artists - 1998 Grammy Nominees (1998)
- First Waltz - Various Artists VHS video (1999)
- Mick Ronson - Just Like This (contains Chaplin tune, "Crazy Love" - 1999)
- Mick Ronson - Showtime (live - contains Chaplin tune, "Crazy Love" - 1999)
- The Rolling Stones - Bridges to Babylon (Japan bonus - 1999)
- Blondie Chaplin - Fragile Thread (Unreleased - 2000)
- Parlor Dogs - Social Harem (2000)
- The Beach Boys - Greatest Hits, Vol. 3: Best of The Beach Boys (2000)
- Sir Mack Rice - This What I Do (2000)
- Charlie Watts & Jim Keltner - Charlie Watts/Jim Keltner Project (2000)
- Sean Walshe - The Journey of a Fool (2001)
- The Beach Boys - Hawthorne, CA (2001)
- Marsha Hansen - My Soul is a Witness (CD which accompanied book/2001)
- Jennifer Warnes - Well (2001)
- Chris Whitley - Rocket House (2001)
- Various Artists - Timeless: Hank Williams Tribute (2001)
- Steve Louw - Beyond the Blue (2002)
- Anton Fig - Figments (2002)
- Centurymen - Wondrous Love... Feel the Spirit (2002)
- The Rolling Stones - Forty Licks (2002)
- The Rolling Stones - Forty Licks [Collector's Edition] (2002)
- The Beach Boys - California Feelin': Best of The Beach Boys (2002)
- Hallvard T. Bjorgum & Co. - Free Field (2003)
- Hubert Sumlin - About Them Shoes (2003)
- The Rolling Stones - Live Licks [UK] (2004)
- The Rolling Stones - Live Licks [Japan Bonus Tracks] (2004)
- The Rolling Stones - Bigger Bang (2005)
- Rick Danko - Cryin' Heart Blues (2005)
- Mark David Manders - Cannonball (2005)
- Blondie Chaplin - "Between Us" (2006)
- Beth Hart and Joe Bonamassa - "Don't Explain" (2011)
- Beth Hart and Joe Bonamassa - "Seesaw" (2013)

- Library of Congress Control Number: no2017030554
- MusicBrainz: 756335e3-00c1-4094-b878-b28d70477fd2
- Virtual International Authority File: 104838646
- WorldCat: E39PBJdgY4KpBFmxdkdcpPMXVC